# Gogo arcuatus
 Gogo arcuatus és una espècie de peix de la família dels ancàrids i de l'ordre dels siluriformes.

## Morfologia
- Els mascles poden assolir 18,1 cm de longitud total.
- Nombre de vèrtebres: 43.[1]

## Hàbitat
És un peix d'aigua dolça i de clima tropical.

## Distribució geogràfica
Es troba a Madagascar.